# András Törőcsik
András Törőcsik (Budapeste, 1 de maio de 1955 – 9 de julho de 2022) foi um futebolista profissional húngaro que atuou como atacante.

## Carreira
Törőcsik jogou pelo Újpest de 1974 a 1985, com o qual venceu três campeonatos nacionais (1975, 1978 e 1979) e três Copas da Hungria (1975, 1982 e 1983). Durante esse período em que esteve no clube, fez 236 partidas e marcou 69 gols. Também atuou no Montpellier de 1985 a 1986, no Volán e no MTK.
Fez parte do elenco da Seleção Húngara nas Copas do Mundo de 1978 e 1982.

### Morte
Törőcsik morreu em 9 de julho de 2022, aos 67 anos de idade.